# E-mu Systems
E-mu Systems, Inc. era una compagnia produttrice di sintetizzatori, tra le più note nella produzione di campionatori e workstation a basso costo.

## Storia
Fondata nel 1971 da Scott Wedge e Dave Rossum, la E-mu cominciò la propria attività producendo sintetizzatori modulari. In questo stesso periodo la compagnia costruì anche una serie di tastiere digitali a scanning, e sviluppò, assieme alla Solid State Microtechnologies, vari moduli per sintetizzatori analogici a circuito integrato, che vennero successivamente utilizzati da molte aziende produttrici. Nel 1979 E-mu mise in commercio l'Audity, il primo sintetizzatore non modulare, di cui venne costruita una sola unità. Nello stesso anno, Wedge e Rossum videro il Fairlight CMI e decisero di costruire un campionatore più economico. L'Emulator venne messo sul mercato nel 1981 al prezzo di 7.900 dollari contro i 30.000 del CMI.

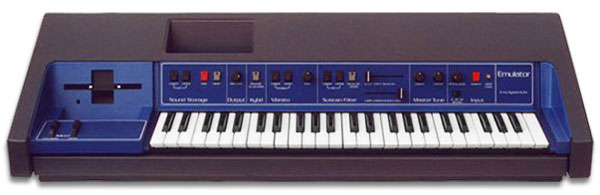
LEmulator, uno dei prodotti di maggior successo della E-mu

In seguito vennero messe in commercio due nuove versioni dell'Emulator, l'Emulator II e l'Emulator III, ed una linea di moduli rack chiamati E-mu Proteus, contenenti dei campionamenti pre-registrati e memorizzati su una ROM. Nel 1987, la drum sampler SP-1200 offrì un complesso di campionamenti sonori, di drum e non solo, che diventò strumento di base per i producer di hip-hop. Nel 1993 l'azienda venne acquistata dalla Creative Technology e cominciò a focalizzarsi sulla produzione di schede audio per PC. Nel 1998 la E-mu fu unita alla Ensoniq, altro marchio di proprietà Creative Technologies.
Nel 2001 la linea di moduli Proteus fu ricostruita nella forma di due unità separate, le Command Stations XL7 e MP7, caratterizzate da una polifonia a 128 voci, un'avanzata tecnologia di sintesi, ed un sequencer multitraccia. Una linea complementare di tastiere per sintetizzatori venne anch'essa costruita utilizzando la stessa tecnologia. I successivi prodotti E-mu furono esclusivamente software per PC.
Il primo di questi, messo in commercio nel 2004, fu l'Emulator X, una versione virtuale dell'Emulator. Mentre la card PCI veniva usata per ingresso ed uscita del segnale audio, gli algoritmi per l'esecuzione sonora non si basavano più su un hardware dedicato ma venivano eseguiti direttamente dal software. L'E-mu Proteus X, versione virtuale degli effetti sonori dei moduli Proteus, venne messo sul mercato nel 2005.
La sede della E-mu si trovava a Scotts Valley, precisamente sulla Green Hills Road. La stessa via ospitava anche le sedi di altre importanti aziende quali Borland, Frednet, NaviSite, OC96 Networks, Rain Maker, Seagate Technology e Thuridion. E-mu ha chiuso i battenti alla fine del 2002.

## Prodotti principali
- 1979 - Audity
- 1981 - Emulator
- 1983 - Drumulator
- 1984 - Emulator II
- 1985 - E-mu SP-12 Drum Sampler
- 1986 - Emax
- 1987 - Emulator III
- 1987 - E-mu SP-1200 Drum Sampler
- 1989 - Proteus 1 Pop/Rock
- 1990 - Proteus 2 Orchestral
- 1989 - Proteus 3 World
- 1993 - Morpheus
- 1994 - Emulator IV / e 64
- 1998 - Proteus 2000
- 1998 - APS (Audio Production Studio)
- 1999 - E4 Ultra Samplers
- 2001-  XL7/MP7 Command Stations
- 2003 - PCI Digital Audio Systems
- 2004 - Emulator X
- 2005 - CardBus Digital Audio Systems
- 2006 - Emulator X2
- 2006 - Xboard 25, 49, 61
- 2006 - Proteus X
- 2007 - Digital Sound Factory
- 2009 - E-mu PIPEline